# Сейф, Мона
Мона Сейф (масри منى سيف; род. 12 марта 1986) — египетская правозащитница. Известность ей принесло участие в диссидентских движениях во время и после египетской революции 2011 года, творческое ведение социальных сетей в ходе политических кампаний и работа по прекращению отдачи под военный суд гражданских протестующих. Она также изучают биологию, исследуя ген рака молочной железы BRCA1 .

## Биография
Сейф выросла в семье политических активистов, в детстве политика была постоянной темой для обсуждения в её семье. Её отец, Ахмед Сейф, умерший в 2014 году, придерживался коммунистических взглядов, занимался юридической защитой прав человека и был одним из лидером оппозиции, проведя пять лет в тюрьме во время режима Хосни Мубарака. Во время заключения он подвергался пыткам. Её мать, Лайла Суэйф, является политической активисткой и профессором математики. Она участвовала в организации демонстраций против режима Мубарака за десятилетия до его падения. Её мать «известна как дерзкая и смелая уличная активистка, неоднократно противостоявшая вооружённым дубинками полицейским с помощью своего ругающегося, резкого, рокочущего голоса и стального взора».
Брат Моны Алаа Абд Эль-Фаттах стал соучредителем египетского контент-агрегатора Manalaa и в 2005 году начал документировать случаи злоупотребления властью со стороны режима Мубарака. В 2006 году Алаа был арестован во время демонстрации и заключён в тюрьму на 45 дней, в течение которых Мона вместе с его женой Манал участвовали в организации онлайн-кампании по его освобождению. Младшая сестра Моны, Сана Сейф, также стала оппозиционной активисткой и участницей протестных акций.
Мона Сейф занимается изучением биологии и исследованием гена рака молочной железы BRCA1 и характера его мутаций у пациентов из Египта. Она говорит, что у неё две работы на полную ставку: одна — исследование рака, а другая — правозащитная деятельность.

## Революция 2011 года

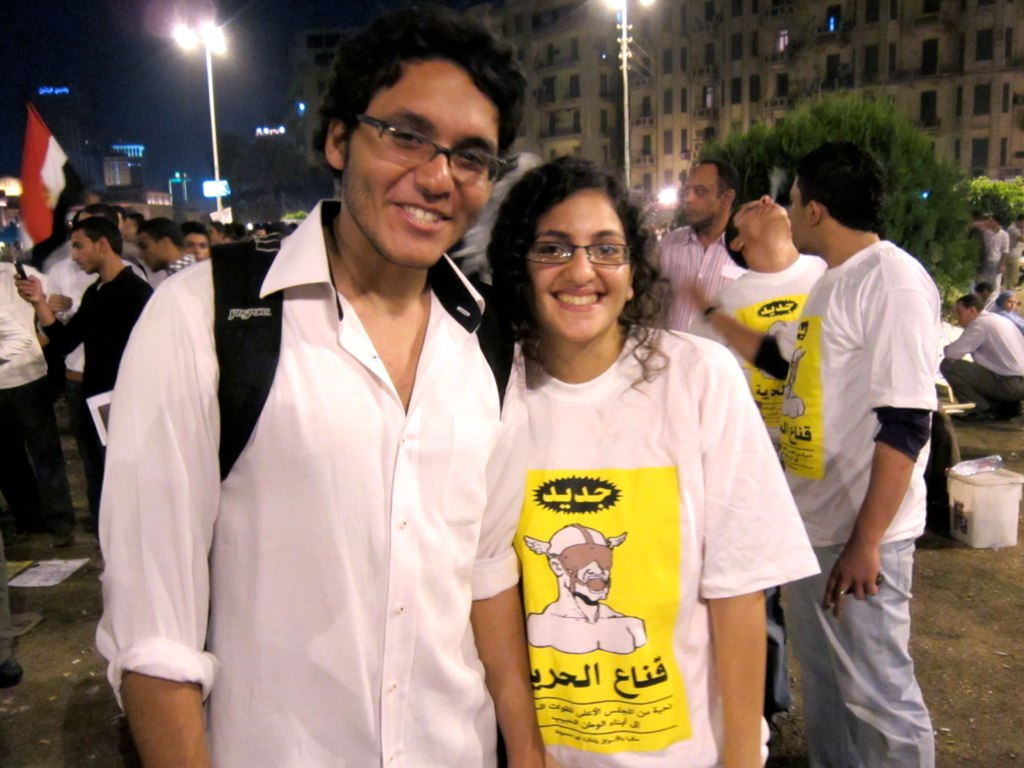
Нур (сын Аймана Нура) и Мона Сейф

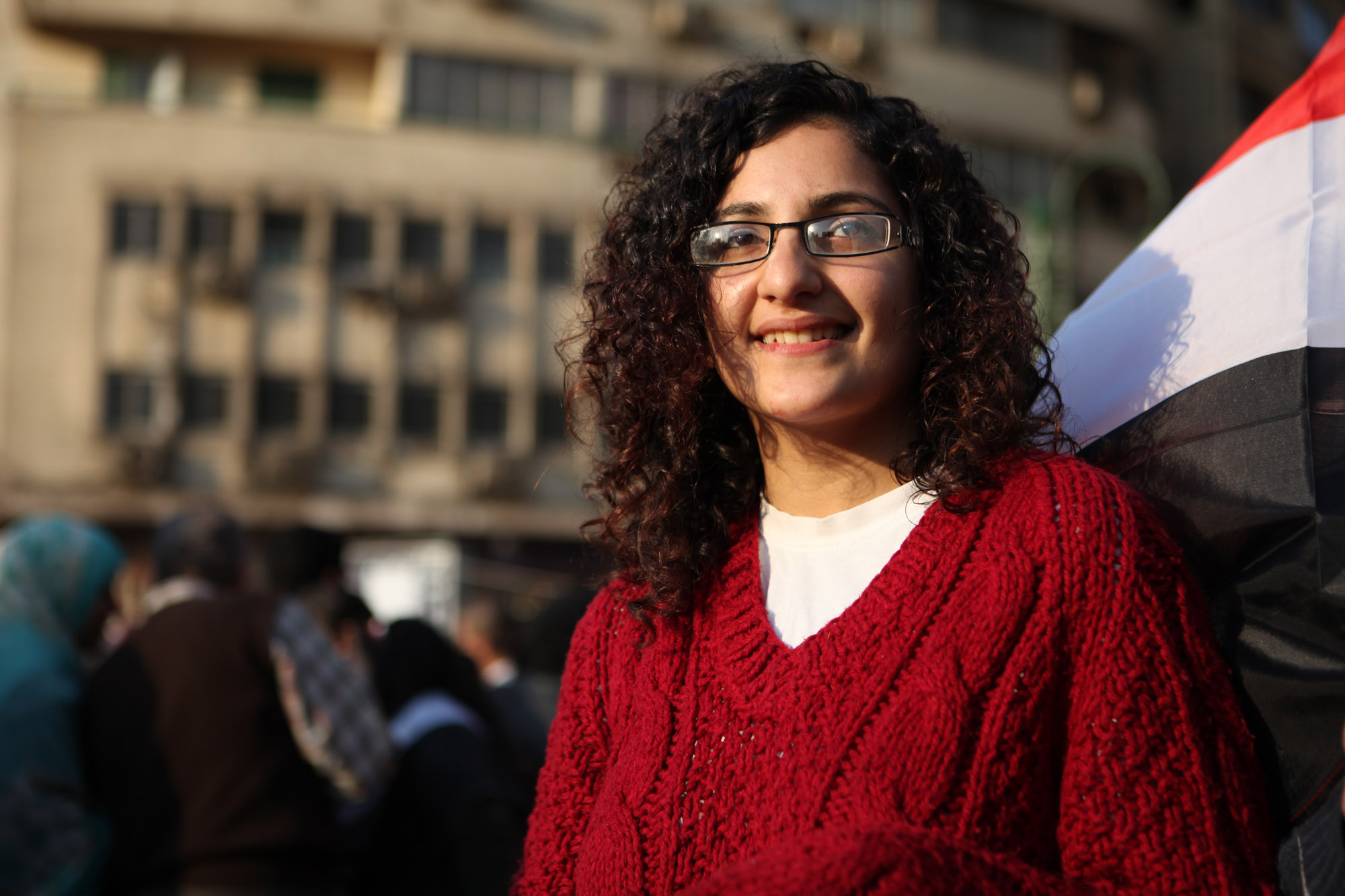
Мона Сейф на протесте в 2011 году

За год до революции Мона стала участвовать в оппозиционном движении, занимаясь распространением информации и посещая демонстрации. В период с 25 января по 5 февраля её ближайших родственники и множество дальних участвовали в протестных акциях на площади Тахрир. Мона вспоминала об этом так: «Это был момент, изменивший жизнь большинства людей на площади Тахрир. Вы могли видеть там как стреляют в людей…».

## После революции

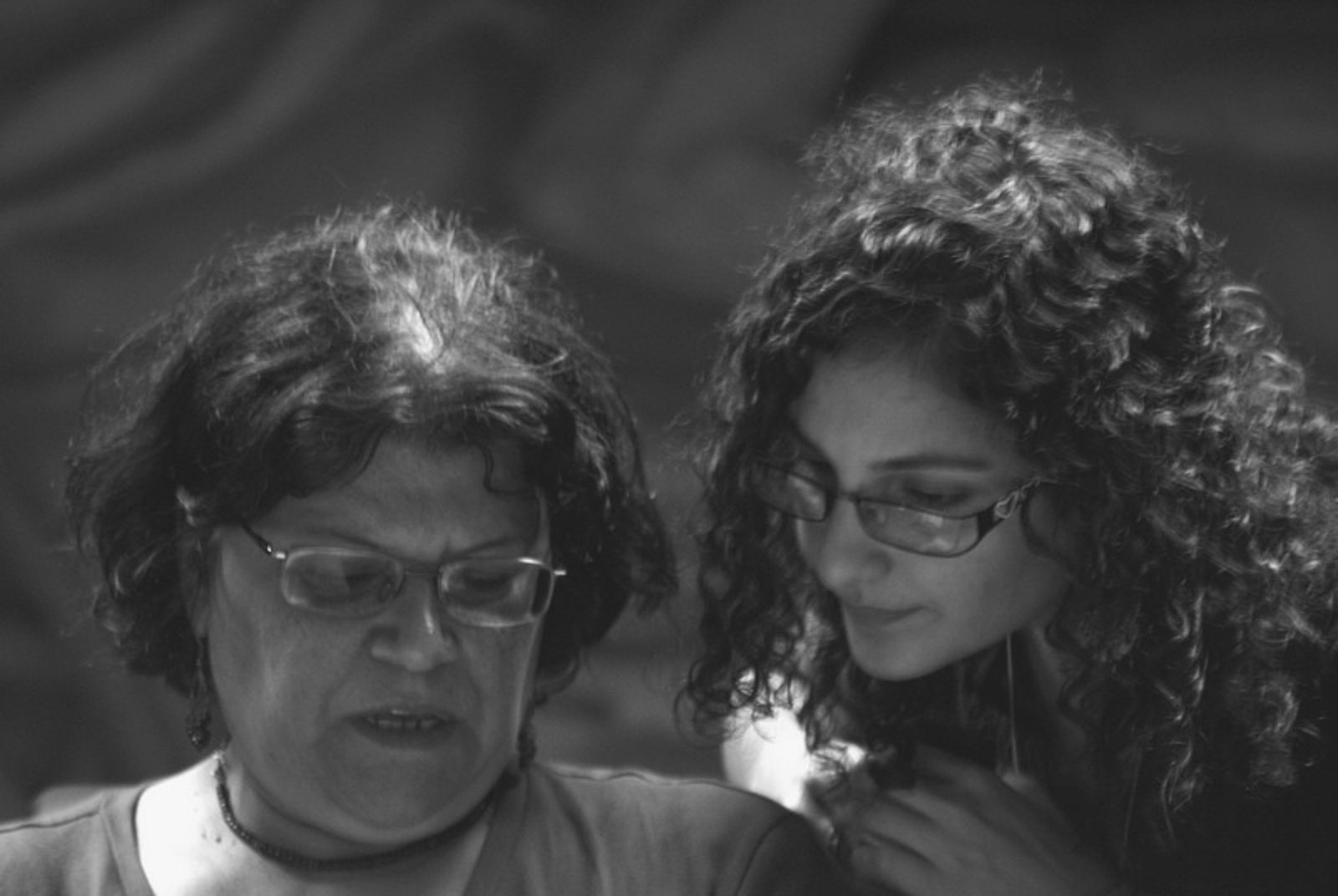
Аида Сейф Эль Даула и Мона Сейф на конференции против пыток

Сейф стала одной из основательниц организации «Нет военным судам над гражданами», выступавшей за освобождение лиц, задержанных во время революционных событий, и прекращение судебных процессов над гражданскими лицами в военных судах, передачу всех этих лиц под юрисдикцию гражданских судов, а также расследование утверждений о пытках с участием военной полиции. Сейф писала в своём блоге Ma3t о роли военной полиции во время разгона протестующих на площади Тахрир, прося людей делиться своими историями, связанными с этими обстоятельствами.
Сейф подвергла критике действия Высшего совета Вооружённых сил, временного высшего органа государственной власти в Египте, указывая на освобождение протестующих без полного оправдания: «Тот факт, что они получили условные сроки, не придаёт им гордости, которую они заслуживают как революционеры, не сделавшие ничего плохого».
Сейф заявляла о том, что военные суды приговорили около 7000 гражданских лиц с момента свержения Хосни Мубарака в феврале 2011 года
. Также она отмечала, что в марте того же года произошёл сдвиг в подходе Высшего совета Вооружённых сил, и что протестующие с того времени получали условные сроки, а не 3-5-летние как было ранее. Сейф выдвинула предположение, что причиной это могла быть попытка приостановить регулярные протестные марши, а также это могло быть связано с давлением, которое оказывали международные правозащитные организации.
В июне 2011 года Сейф продолжала критиковать тактику Высшего совета Вооружённых сил: «У нас есть доказательства того, что военные прямо сейчас нацелены на протестующих … Они выбирали известных деятелей протеста на Тахрире, пытали и избивали их… и если вы прочтёте или послушаете показания тех, кто был освобождён, а их немного, у нас все ещё много людей, задержанных незаконно. И вы видите, что дело не только в том, что их пытают или избивают, но и в том, что часть армии пытается сломить революционный дух».
Частью проекта Сейфа являлось упрашивание освобождённых заключённых записать свои свидетельства о том, что с ними происходило. В некоторых случаях, по её словам, ей удавалось сделать записать их показания сразу после освобождения и таким образом зафиксировать следы ушибов и ожогов.
В 2012 году она стала финалисткой премии Международного фонда защиты правозащитников, которая в итоге досталась сирийскому блогеру Разан Газзави.

## Критика
После того, как в апреле 2013 года Сейф объявили финалисткой премии имени Мартина Энналса, вручаемой Human Rights Watch, она вместе с HRW подверглись критике за якобы твёрдую пропалестинскую позицию. Конкретные обвинения, выдвинутые просионистской организацией UN Watch, заключались в том, что Сейф выражала в твиттере поддержку насилию в форме нападений на газопровод Египет-Израиль-Иордания, вторжения на территорию посольства Израиля в Каире и ракетных обстрелов Израиля. Обвинения были подробно рассмотрены и отклонены Скоттом Лонгом, который не посчитал, что три из великого множества опубликованных твитов, могут служить доказательствами поддержки насилия.